# Petrorhagia candica
Petrorhagia candica ist eine Art aus der Gattung der Felsennelken (Petrorhagia) in der Familie der Nelkengewächse (Caryophyllaceae). 

## Merkmale
Petrorhagia candica ist ein ausdauernder Horst-Hemikryptophyt, der Wuchshöhen von 5 bis 20 Zentimeter erreicht. Der Stängel ist kahl oder gering drüsig-flaumig. Der Blütenstand ist locker. Tragblätter sind nicht vorhanden. Die Kelchzähne sind dreinervig. Die Kronblätter sind ausgerandet und weiß gefärbt, ihre Nerven sind manchmal rosa. Die Samen sind glatt und schwarz.
Die Blütezeit reicht von Mai bis Juli.

## Vorkommen
Petrorhagia candica ist auf Kreta endemisch. Die Art wächst in Phrygana und auf Lehmflächen in Höhenlagen von 0 bis 1350 Meter.

## Taxonomie
Petrorhagia candica wurde 1964 durch Peter William Ball und Vernon Hilton Heywood in Bulletin of the British Museum (Natural History). Botany Band 3 Seite 141 erstveröffentlicht. Ein Synonym ist Dianthus candicus (P.W.Ball & Heywood) Madhani & Heubl.

## Belege
- Ralf Jahn, Peter Schönfelder: Exkursionsflora für Kreta. Ulmer, Stuttgart 1995, ISBN 3-8001-3478-0.